# Міфічні королі Британії
Міфі́чні королі́ Брита́нії (англ. Mythical British kings) — перелік легендарних королів Британії, наведений Дже́ффрі Мо́нмутським у його творі «Історія королів Британії» (лат. Historia regum Britanniae, 1136). Джеффрі Монмутський сконструював велику казкову історію британців, яка частково базується на роботах істориків раннього Середньовіччя Ґі́льдаса, Бе́ди та Не́ннія, валлійській генеалогії, життєписах святих, частково на втрачених або невідомих джерелах і його власній багатій уяві. Частина королів, описаних Джеффрі Монмутським, існували та правили насправді, проте автор збагатив історію їхнього життя вигаданими подіями.

## Походження
Історія Джеффрі Монмутського починається з прибуття у Британію вигнаного троянського принца Брута Троянського, правнука Енея.

## Таблиця легендарних володарів Британії
Нижче наведено таблицю легендарних королів і королев Британії. Після перекладених українською мовою імен правителів вказано їхнє оригінальне латинське написання (наприклад: «Албана́кт (лат. Albanactus)»). Після цього часто вказуються роки (наприклад: «Кара́взій (лат. Carausius) (286—293)») або тривалість (наприклад: «Ло́крін (лат. Locrinus) (10 років)») правління. Знаком «/» у таблиці замінено слово «або» (наприклад, «682/689» означає «682 або 689 рік»).
- Примітка: оскільки в таблиці йдеться про міфічних / легендарних королів прадавніх часів, то роки, вказані тут, є приблизними, і їх не можна вважати абсолютно достовірними, як і правдивість існування самих правителів.
- Га́мбер — річка на сході Англії.

| Ле́ґрія (лат. Loegria) (Англія) | Алба́нія (лат. Albania) (Шотландія)                                                     | Ка́мбрія (лат. Cambria / Kambria) (Уельс)                                                | Корну́бія (лат. Cornubia) (Корнуолл)                                                     |
| --- | -------------------------------------------------------------------------------------- | --------------------------------------------------------------------------------------- | --------------------------------------------------------------------------------------- |
| Брут I Троянський (лат. Brutus) (пом. на 24-му році правління) | Брут I Троянський (лат. Brutus) (пом. на 24-му році правління)                         | Брут I Троянський (лат. Brutus) (пом. на 24-му році правління)                          | Кори́ней (лат. Corineus)                                                                 |
| Ло́крін (лат. Locrinus) (10 років) | Албана́кт (лат. Albanactus)                                                             | Ка́мбер (лат. Camber / Kamber)                                                           | Королева Ґвендоле́на (лат. Guendoloena)                                                  |
| Королева Ґвендоле́на (лат. Guendoloena) (15 років) |                                                                                        |                                                                                         |                                                                                         |
| Ма́ддан (лат. Maddan) (40 років) | Ма́ддан (лат. Maddan) (40 років)                                                        | Ма́ддан (лат. Maddan) (40 років)                                                         | Королева Ґвендоле́на (лат. Guendoloena)                                                  |
| Мемпрі́цій (лат. Mempricius) (пом. на 20-му році правління) |                                                                                        |                                                                                         |                                                                                         |
| Ебра́вк (лат. Ebraucus) (39 років) |                                                                                        |                                                                                         |                                                                                         |
| Брут II Зелений Щит (лат. Brutus Viride Scutum) (12 років) |                                                                                        |                                                                                         |                                                                                         |
| Лейл (лат. Leil) (25 років) |                                                                                        |                                                                                         |                                                                                         |
| Рудгуді́брас (лат. Rudhudibras) (39 років) |                                                                                        |                                                                                         |                                                                                         |
| Бла́дуд (лат. Bladud) (20 років) |                                                                                        |                                                                                         |                                                                                         |
| Лейр (лат. Leir). Послужив прототипом головного героя трагедії Вільяма Шекспіра «Король Лір» (англ. King Lear)                                                                                     |                                                                                        |                                                                                         |                                                                                         |
| Ґонорі́лья (лат. Gonorilla) та Ре́ґав (лат. Regau), дочки короля Лейра, що узурпували владу, та їхні чоловіки — Маґла́вр (лат. Maglaurus), герцог Албанії, та Генвін (лат. Henvinus), герцог Корнубії |                                                                                        |                                                                                         |                                                                                         |
| Лейр (лат. Leir) (повернення на трон; пом. на 3-му році після повернення; весь час правління — 60 років)                                                                                           |                                                                                        |                                                                                         |                                                                                         |
| Королева Корде́лія (лат. Cordeilla) (5 років) |                                                                                        |                                                                                         |                                                                                         |
| Ма́рґан I (лат. Marganus) (північніше Гамбера) та Кунеда́ґій (лат. Cunedagius) (південніше Гамбера) (2 роки)                                                                                         |                                                                                        |                                                                                         |                                                                                         |
| Кунеда́ґій (лат. Cunedagius) (33 роки). Сучасник Ро́мула і Ре́ма та заснування Рима (20 квітня / 21 квітня 753 р. до н. е.)                                                                           |                                                                                        |                                                                                         |                                                                                         |
| Ріва́лло (лат. Rivallo) |                                                                                        |                                                                                         |                                                                                         |
| Ґурґýстій (лат. Gurgustius) |                                                                                        |                                                                                         |                                                                                         |
| Сісі́ллій I (лат. Sisillius) |                                                                                        |                                                                                         |                                                                                         |
| Я́ґо (лат. Iago / Jago) |                                                                                        |                                                                                         |                                                                                         |
| Кіма́рк (лат. Kimarcus) |                                                                                        |                                                                                         |                                                                                         |
| Ґорбодýґо (лат. Gorbodugo) |                                                                                        |                                                                                         |                                                                                         |
| Війна між Фе́ррексом (лат. Ferreux) і По́ррексом I (лат. Porrex), у якій Фе́ррекс гине |                                                                                        |                                                                                         |                                                                                         |
| По́ррекс I (лат. Porrex) (після перемоги над братом був убитий власною матір'ю) |                                                                                        |                                                                                         |                                                                                         |
| Міжусобна війна п'яти невідомих королів за владу над Британією |                                                                                        |                                                                                         |                                                                                         |
| Пі́ннер (лат. Pinner / Pinnerus) | Стате́рій (лат. Staterius)                                                              | Руда́вк (лат. Rudaucus)                                                                  | Кло́тен (лат. Cloten / Clotenus)                                                         |
| Пі́ннер (лат. Pinner / Pinnerus) | Стате́рій (лат. Staterius)                                                              | Руда́вк (лат. Rudaucus)                                                                  | Дунва́лло Молмýцій (лат. Dunvallo Molmutius)                                             |
| Дунва́лло Молмýцій (лат. Dunvallo Molmutius) (40 років) |                                                                                        |                                                                                         |                                                                                         |
| Бе́лін (лат. Belinus) (Леґрія, Камбрія, Корнубія) та Бре́нній (лат. Brennius) (Норту́мбрія) (5 років)                                                                                                 |                                                                                        |                                                                                         |                                                                                         |
| Бе́лін (лат. Belinus) |                                                                                        |                                                                                         |                                                                                         |
| Ґу́рґвінт Ба́рбтрук (лат. Gurguint Barbtruc) |                                                                                        |                                                                                         |                                                                                         |
| Ґвітелін (лат. Guithelinus) |                                                                                        |                                                                                         |                                                                                         |
| Королева Ма́рція (лат. Marcia) (регент) |                                                                                        |                                                                                         |                                                                                         |
| Сісі́ллій II (лат. Sisillius) |                                                                                        |                                                                                         |                                                                                         |
| Кіна́рій (лат. Kinarius) |                                                                                        |                                                                                         |                                                                                         |
| Да́ній (лат. Danius) |                                                                                        |                                                                                         |                                                                                         |
| Мо́рвід (лат. Morvidus) |                                                                                        |                                                                                         |                                                                                         |
| Ґорбоніа́н (лат. Gorbonianus) |                                                                                        |                                                                                         |                                                                                         |
| Архґа́лло (лат. Archgallo) |                                                                                        |                                                                                         |                                                                                         |
| Елі́дур (лат. Elidurus) (5 років) |                                                                                        |                                                                                         |                                                                                         |
| Архґа́лло (лат. Archgallo) (вдруге) (10 років) |                                                                                        |                                                                                         |                                                                                         |
| Елі́дур (лат. Elidurus) (удруге) |                                                                                        |                                                                                         |                                                                                         |
| Пере́дур (лат. Peredurus) (північніше Гамбера) та Інґе́ній (лат. Ingenius) (південніше Гамбера) (7 років)                                                                                            |                                                                                        |                                                                                         |                                                                                         |
| Пере́дур (лат. Peredurus) |                                                                                        |                                                                                         |                                                                                         |
| Елі́дур (лат. Elidurus) (утретє) |                                                                                        |                                                                                         |                                                                                         |
| Син Ґорбоніа́на (лат. Gorboniani filius) |                                                                                        |                                                                                         |                                                                                         |
| Ма́рґан II (лат. Marganus) |                                                                                        |                                                                                         |                                                                                         |
| Енніа́н (лат. Ennianus) (був скинутий на 6-му році правління) |                                                                                        |                                                                                         |                                                                                         |
| Ідва́лло (лат. Idvallo) |                                                                                        |                                                                                         |                                                                                         |
| Ру́но (лат. Runo) |                                                                                        |                                                                                         |                                                                                         |
| Ґеро́нцій (лат. Geroncius) |                                                                                        |                                                                                         |                                                                                         |
| Кате́лл (лат. Catellus) |                                                                                        |                                                                                         |                                                                                         |
| Койл / Мілл (лат. Coillus / Millus) |                                                                                        |                                                                                         |                                                                                         |
| По́ррекс II (лат. Porrex) |                                                                                        |                                                                                         |                                                                                         |
| Хе́рін (лат. Cherin) |                                                                                        |                                                                                         |                                                                                         |
| Фулґе́ній (лат. Fulgenius) |                                                                                        |                                                                                         |                                                                                         |
| Елда́д (лат. Eldadus) |                                                                                        |                                                                                         |                                                                                         |
| Андра́ґій (лат. Andragius) |                                                                                        |                                                                                         |                                                                                         |
| Уріа́н (лат. Urianus) |                                                                                        |                                                                                         |                                                                                         |
| Е́ліуд (лат. Eliud) |                                                                                        |                                                                                         |                                                                                         |
| Кледа́вк (лат. Cledaucus) |                                                                                        |                                                                                         |                                                                                         |
| Кло́тен (лат. Clotenus) |                                                                                        |                                                                                         |                                                                                         |
| Ґурґі́нцій (лат. Gurgintius) |                                                                                        |                                                                                         |                                                                                         |
| Меріа́н (лат. Merianus) |                                                                                        |                                                                                         |                                                                                         |
| Бледудо (лат. Bledudo) |                                                                                        |                                                                                         |                                                                                         |
| Кап (лат. Cap) |                                                                                        |                                                                                         |                                                                                         |
| О́ен (лат. Oënus) |                                                                                        |                                                                                         |                                                                                         |
| Сісі́ллій III (лат. Sisillius) |                                                                                        |                                                                                         |                                                                                         |
| Бледґа́бред (лат. Bledgabred) |                                                                                        |                                                                                         |                                                                                         |
| А́рхмайл (лат. Archmail) |                                                                                        |                                                                                         |                                                                                         |
| Е́лдол (лат. Eldol) |                                                                                        |                                                                                         |                                                                                         |
| Ре́діон (лат. Redion) |                                                                                        |                                                                                         |                                                                                         |
| Реде́рхій (лат. Rederchius) |                                                                                        |                                                                                         |                                                                                         |
| Самуї́л (лат. Sámuil) |                                                                                        |                                                                                         |                                                                                         |
| Пені́ссель (лат. Penissel). Не виключено, що Самуїл і Пеніссель — одна й та сама особа (лат. Samuil Penissel)                                                                                       |                                                                                        |                                                                                         |                                                                                         |
| Пір (лат. Pir) |                                                                                        |                                                                                         |                                                                                         |
| Ка́поїр (лат. Capoir) |                                                                                        |                                                                                         |                                                                                         |
| Кліґве́йл (лат. Cligueillus) |                                                                                        |                                                                                         |                                                                                         |
| Ге́лі (лат. Heli) (40 років) |                                                                                        |                                                                                         |                                                                                         |
| Луд (лат. Lud) |                                                                                        |                                                                                         |                                                                                         |
| Кассібела́н (лат. Cassibelanus) (пом. 46 до н. е. / 20 до н. е.) |                                                                                        |                                                                                         |                                                                                         |
| Тенва́нцій (лат. Tenvantius) (46 до н. е. / 20 до н. е. — 9) |                                                                                        |                                                                                         |                                                                                         |
| Кімбелін (лат. Kimbelinus) (9 — до 43) |                                                                                        |                                                                                         |                                                                                         |
| Ґвіде́рій (лат. Guiderius) (пом. 43) |                                                                                        |                                                                                         |                                                                                         |
| Арві́раґ (лат. Arviragus) |                                                                                        |                                                                                         |                                                                                         |
| Ма́рій (лат. Marius) |                                                                                        |                                                                                         |                                                                                         |
| Койл (лат. Coillus) |                                                                                        |                                                                                         |                                                                                         |
| Лýцій (лат. Lucius) (пом. 156) |                                                                                        |                                                                                         |                                                                                         |
| Війна між Севе́ром (лат. Severus) і Сулґе́нієм (лат. Sulgenius) (обоє пом. у лютому 211, Еборак (лат. Eboracum)                                                                                      |                                                                                        |                                                                                         |                                                                                         |
| Ґе́та (лат. Geta), Бассіа́н (лат. Bassianus) (лютий 211 — грудень 211 / лютий 212) |                                                                                        |                                                                                         |                                                                                         |
| Бассіа́н (лат. Bassianus) (грудень 211 / лютий 212 — квітень 217) |                                                                                        |                                                                                         |                                                                                         |
| Кара́взій (лат. Carausius) (286—293) |                                                                                        |                                                                                         |                                                                                         |
| Алле́кт (лат. Allectus) (293—296) |                                                                                        |                                                                                         |                                                                                         |
| Асклепіодо́т (лат. Asclepiodotus) (10 років) |                                                                                        |                                                                                         |                                                                                         |
| Ко́ле (лат. Cole) |                                                                                        |                                                                                         |                                                                                         |
| Конста́нцій (лат. Constantius) (більше 11 років; пом. на 17-му році правління; пом. 306, Еборак (лат. Eboracum)                                                                                     |                                                                                        |                                                                                         |                                                                                         |
| Костянти́н I (лат. Constantinus) |                                                                                        |                                                                                         |                                                                                         |
| Окта́вій (лат. Octavius) |                                                                                        |                                                                                         |                                                                                         |
| Тра́герн (лат. Trahern) |                                                                                        |                                                                                         |                                                                                         |
| Окта́вій (лат. Octavius) (повернення на трон) |                                                                                        |                                                                                         |                                                                                         |
| Максиміа́н (лат. Maximianus) (пізніше з Діоно́том (лат. Dionotus) як регентом) (383—388) | Максиміа́н (лат. Maximianus) (пізніше з Діоно́том (лат. Dionotus) як регентом) (383—388) | Максиміа́н (лат. Maximianus) (пізніше з Діоно́том (лат. Dionotus) як регентом) (383—388)  | Кара́док (лат. Caradocus)                                                                |
| Максиміа́н (лат. Maximianus) (пізніше з Діоно́том (лат. Dionotus) як регентом) (383—388) | Максиміа́н (лат. Maximianus) (пізніше з Діоно́том (лат. Dionotus) як регентом) (383—388) | Максиміа́н (лат. Maximianus) (пізніше з Діоно́том (лат. Dionotus) як регентом) (383—388)  | Діоно́т (лат. Dionotus)                                                                  |
| Ґраціа́н (лат. Gracianus Municeps («Ґраціа́н з муніци́пію») |                                                                                        |                                                                                         |                                                                                         |
| Набіги ворожих племен на Британію; на допомогу приходять римляни |                                                                                        |                                                                                         |                                                                                         |
| Костянти́н II (лат. Constantinus) (більше 10 років) |                                                                                        |                                                                                         |                                                                                         |
| Констант (лат. Cónstans) (пом. 411) |                                                                                        |                                                                                         |                                                                                         |
| Вортеґі́рн (лат. Vortegirnus) |                                                                                        |                                                                                         |                                                                                         |
| Вортіме́р (лат. Vortimerus) |                                                                                        |                                                                                         |                                                                                         |
| Вортеґі́рн (лат. Vortegirnus) (повернення на трон) |                                                                                        |                                                                                         |                                                                                         |
| Авре́лій Амбро́зій (лат. Aurelius Ambrosius) |                                                                                        |                                                                                         |                                                                                         |
| У́тер Пендраґон (лат. Úther Pendrágon) |                                                                                        |                                                                                         |                                                                                         |
| Артýр (лат. Arturus) (пом. 537, Ка́млан / 542, Ка́млан) |                                                                                        |                                                                                         |                                                                                         |
| Костянти́н III (лат. Constantinus) (пом. на 3-му році правління) |                                                                                        |                                                                                         |                                                                                         |
| Авре́лій Ко́нан (лат. Aurelius Conanus) (пом. на 2-му році правління) |                                                                                        |                                                                                         |                                                                                         |
| Вортіпо́рій (лат. Vortiporius) (4 роки) |                                                                                        |                                                                                         |                                                                                         |
| Ма́лґо (лат. Malgo) (Ґві́нед; пом. 547) |                                                                                        |                                                                                         |                                                                                         |
| Каре́тік (лат. Careticus) |                                                                                        |                                                                                         |                                                                                         |
| Окупація Леґрії саксами на чолі з африканським царем Ґодмýндом (лат. Godmundus); правлять троє саксонських тиранів                                                                                 |                                                                                        | Каре́тік (лат. Careticus) (пом. 616) із залишками бритів відступив у Камбрію та Корнубію | Каре́тік (лат. Careticus) (пом. 616) із залишками бритів відступив у Камбрію та Корнубію |
| Війна між бритами та саксами; укладення миру між Ка́дваном, королем бритів, і Едельфрі́дом, королем саксів                                                                                           |                                                                                        |                                                                                         |                                                                                         |
| Ка́дван (лат. Cadvanus) (південніше Гамбера), Едельфрі́д (лат. Edelfridus) (північніше Гамбера; пом. 616, р. Айдл)                                                                                   |                                                                                        |                                                                                         |                                                                                         |
| Кадва́лло (лат. Cadvallo), син Ка́двана (південніше Гамбера), та Е́двін (лат. Edvinus), син Едельфрі́да (не коронований, північніше Гамбера) (2 роки)                                                  |                                                                                        |                                                                                         |                                                                                         |
| Війна між Е́двіном (пом. січень 630 / жовтень 632 / жовтень 633) і Кадва́ллом; брито-саксонські війни                                                                                                |                                                                                        |                                                                                         |                                                                                         |
| Кадва́лло (лат. Cadvallo) (увесь час правління — 48 років; пом. 16 листопада 631/633/634) |                                                                                        |                                                                                         |                                                                                         |
| Кадва́лладр (лат. Cadvalladrus) (пом. 682 / 19 квітня 689) |                                                                                        |                                                                                         |                                                                                         |